# 畢仕和
畢仕和（16世紀—16世紀），字介卿，號石菴，湖廣荊州府石首縣人，明朝政治人物。

## 生平
畢仕和是嘉靖十年（1531年）辛卯科湖廣鄉試舉人，三十一年（1552年）授朝邑知縣，潛心理學，專務以德化，有興訟者總勸其和解，不肯和解則稍作判決，調閬中知縣，言行皆跟隨法度，縣人以道學稱頌，他亦孝順雙親，父母去世後廬墓九年。

## 引用
1. 1 2  同治《石首縣志·卷六·人物志》：畢仕和，字介卿，號石菴，嘉靖辛卯舉於鄉，除閬中知縣，言動皆軌於道，人咸以道學稱之，篤於孝親，親歿廬墓九年。 通志
2. ↑  康熙《續朝邑縣志·卷五·官氏志》：畢仕和，石首人，舉人，三十一年至，潛心理學，專務以德化，民訟者聽其和解，不肯剖決稍決一事款款動人，久之曹務多廢，上官弗善也，亡何調去，實不持一錢蓋長者也，然雩而雨屢雩輒效，其誠一如此。